# Emil Autenrieth
Emil Autenrieth (* 28. Mai 1867 in Blaubeuren; † 22. April 1941) war ein württembergischer Oberamtmann.

## Leben
Autenrieths Vater war Kaufmann. Emil Autenrieth legte 1886 die Reifeprüfung ab und studierte dann von 1887 bis 1891 Rechts- und Staatswissenschaften in Tübingen. Er wurde Mitglied der Burschenschaft Palatia Tübingen im ADB, der heutigen Alten Turnerschaft Palatia Tübingen. Nach dem Referendariat wurde er ab 1893 in verschiedenen württembergischen Oberämtern eingesetzt. Seit 1907 führte er den Titel Oberamtmann. Von 1910 bis 1914 war er Oberamtmann im Oberamt Brackenheim, dieselbe Funktion erfüllte er von 1914 bis 1919 im Oberamt Ellwangen. Ab 1919 diente er bei der Regierung des Donaukreises in Ulm und später als Berichterstatter beim Oberversicherungsamt. 1921 wurde er zum Regierungsrat befördert, ab 1925 dann zum Oberregierungsrat. 1933 trat er in den Ruhestand ein.
Beigesetzt wurde Autenrieth auf dem Stuttgarter Fangelsbachfriedhof.